# Avgustin (Sacharov)
Avgustin (světským jménem: Michail Stěpanovič Sacharov; 29. října 1768, Zvěriněc – 13. ledna 1841, Rostov) byl ruský pravoslavný duchovní Ruské pravoslavné církve a biskup orenburský a ufimský.

## Život
Narodil se 29. října 1768 ve Zvěrinci v Moskevské gubernii (dnes v Rostovském rajónu Jaroslavské oblasti).
Vzdělával se doma a v Jaroslavském semináři. Poté byl poslán do Petrohradu, kde studoval v Hlavním semináři Alexandra Něvského.
Od 14. prosince 1788 do 30. května 1792 byl učitelem matematiky, geografie, poetiky, řečtiny, němčiny a Písma svatého v Jaroslavském semináři. V semináři Alexandra Něvského učil řečtinu a řečnictví.
Dne 30. prosince 1797 byl postřižen na monacha se jménem Avgustin. Od dubna 1798 byl rektorem Jaroslavského semináře. Dne 25. května 1798 byl povýšen na archimandritu a stal se představeným Tolgského monastýru. Od roku 1800 byl členem Jaroslavské duchovní konzistoře a blagočinným monastýrů jaroslavské eparchie.
V červenci 1800 se stal rektorem Rjazaňského semináře a představeným monastýru Svaté Trojice v Rjazani. V prosinci byl povolán sloužit do Petrohradu.
Roku 1802 se stal učitelem Zákona Božího 2. kadetského sboru. Byl také převeden do Antonijevo-Sijského monastýru a roku 1804 do Sergijevské přímořské pustyně.
Dne 25. května 1806 byl Nejsvětějším synodem zvolen biskupem orenburským a ufimským. Dne 22. června proběhla jeho biskupská chirotonie. Za třináct let řízení eparchie jmenoval 216 duchovních, zásobil depozitáře církevních knih knihami v hodnotě více než 30 000 rublů, postavil 46 kamenných chrámů, budov semináře a konzistoře místo těch, které dříve vyhořely, výrazně zvýšil fond seminární knihovny a vyřešil více než 12 000 záležitostí.
Dne 13. prosince 1808 byl vyznamenán Řádem svaté Anny I. třídy.
Roku 1819 byl penzionován a jako místo pobytu byl určen Trojicko-sergijevský Varnický monastýr. Zemřel 13. ledna 1841 a byl pohřben v chrámu monastýru v kapli svatého Sergia.